# Sektor 1 (Bukareszt)
Sektor 1 – jednostka administracyjna, jeden z sektorów (sectoare) Bukaresztu. 
W jego skład wchodzi północny fragment centrum miasta oraz 6 dzielnic (cartiere) – Dorobanți, Băneasa, Pipera, Floreasca, Aviatiei i Primaverii.

## Polityka
Merem sektora jest Andrei Ioan Chiliman z Narodowej Partii Liberalnej. W 27-miejscowej radzie zasiadają członkowie 4 partii politycznych (dane z 2007): Narodowej Partii Liberalnej (12 radnych), Partii Demokratycznej (7), Partii Socjaldemokratycznej (5), Partii Wielkiej Rumunii (2) oraz jeden radny niezależny.